# Acanthoceto septentrionalis
Acanthoceto septentrionalis là một loài nhện trong họ Anyphaenidae.
Loài này thuộc chi Acanthoceto. Acanthoceto septentrionalis được Lucien Berland miêu tả năm 1913.